# Uranium City
Pour les articles homonymes, voir Uranium (homonymie).
 (décembre 2017).
Si vous disposez d'ouvrages ou d'articles de référence ou si vous connaissez des sites web de qualité traitant du thème abordé ici, merci de compléter l'article en donnant les références utiles à sa vérifiabilité et en les liant à la section « Notes et références ».
Uranium City est une ville de la Saskatchewan, au Canada. Elle est située sur la rive nord du lac Athabasca, à 750 km au nord-est d'Edmonton.

## Histoire
En 1952, le gouvernement provincial décida d'établir une ville pour abriter la main d'œuvre des mines d'uranium de Beaverlodge. Trente ans plus tard, la population s'approchait des 5 000 habitants (le seuil pour obtenir le statut de ville). La fermeture des mines, en 1983, a conduit à l'effondrement de l'économie et à la baisse de la population. La population actuelle est de 89 habitants.
La ville possède son propre aéroport.

## Climat
| Mois                                  | jan.       | fév.       | mars       | avril      | mai        | juin    | jui.      | août      | sep.      | oct.       | nov.       | déc.       | année          |
| ------------------------------------- | ---------- | ---------- | ---------- | ---------- | ---------- | ------- | --------- | --------- | --------- | ---------- | ---------- | ---------- | -------------- |
| Température minimale moyenne (°C)     | −31,9      | −28        | −22        | −8,6       | 1          | 7,7     | 11        | 9,6       | 3,3       | −2,8       | −15,7      | −26,7      | −8,6           |
| Température moyenne (°C)              | −26,8      | −22        | −15        | −2,4       | 6,9        | 13,3    | 16,2      | 14,5      | 7,3       | 0,5        | −11,8      | −22,1      | −3,5           |
| Température maximale moyenne (°C)     | −21,8      | −16,2      | −8,1       | 3,7        | 12,8       | 18,8    | 21,3      | 19,3      | 11,3      | 3,8        | −8,1       | −17,7      | 1,6            |
| Record de froid (°C) date du record   | −48,9 1974 | −48,9 2021 | −42,8 1962 | −37,8 1972 | −16,7 1954 | −5 1969 | 3,2 1982  | −1,4 1979 | −9,4 1965 | −25,9 1984 | −41,7 1966 | −45,6 1953 | −48,9 7/2/2021 |
| Record de chaleur (°C) date du record | 3,3 1985   | 5,9 1986   | 11,6 1984  | 28,9 1980  | 31,6 1986  | 38 2021 | 37,2 2021 | 32,8 1953 | 29,4 1967 | 20,4 2015  | 10,5 1978  | 5,9 1985   | 38 30/6/2021   |
| Précipitations (mm)                   | 20,7       | 14,8       | 18,6       | 19,2       | 21,4       | 37,8    | 53        | 53,5      | 37,3      | 35,9       | 29,2       | 20,6       | 361,8          |
| dont neige (cm)                       | 32,9       | 24,8       | 27,7       | 18,9       | 4,4        | 0       | 0         | 0,2       | 2         | 19,2       | 48,3       | 36,7       | 215,1          |
| Nombre de jours avec précipitations   | 12         | 10         | 9          | 7          | 8          | 10      | 11        | 12        | 12        | 12         | 15         | 13         | 130            |
| Nombre de jours avec neige            | 14         | 11         | 10         | 6          | 2          | 0       | 0         | 0         | 2         | 8          | 16         | 16         | 84             |

| Diagramme climatique                                  |              |             |             |           |             |          |             |             |             |               |                |
| J                                                     | F            | M           | A           | M         | J           | J        | A           | S           | O           | N             | D              |
| −21,8−31,920,7                                        | −16,2−2814,8 | −8,1−2218,6 | 3,7−8,619,2 | 12,8121,4 | 18,87,737,8 | 21,31153 | 19,39,653,5 | 11,33,337,3 | 3,8−2,835,9 | −8,1−15,729,2 | −17,7−26,720,6 |
| Moyennes : • Temp. maxi et mini °C • Précipitation mm |              |             |             |           |             |          |             |             |             |               |                |

## Démographie
| 2011 | 2016 | 2021 |
| ---- | ---- | ---- |
| 105  | 73   | 96   |

## Société
Personnalités
- Gina Kingsbury (née ne 1981), joueuse professionnelle de hockey sur glace, née à Uranium City.
- Gilbert LaBine (en) (1890-1977), prospecteur d'uranium sur le site de la municipalité.